# Undekan
Undekan är ett mättat kolväte, en alkan, med 11 kolatomer och summaformeln C11H24. Det finns 159 isomerer av undekan med samma summaformel. Enligt IUPAC-nomenklatur betecknar undekan kolvätet med ogrenad kolkedja, det vill säga 11 kolatomer på raken. Dess kokpunkt är 196 °C.